# Atherina
Genre
Atherina est un genre de poissons de la famille des Atherinidae qui, selon les espèces, se rencontrent soit exclusivement en eau de mer soit également en eau douce ou saumâtre.

## Description
Ce sont de petits poissons (max 200 mm), au corps allongé et présentant deux nageoires dorsales dont l'antérieure est généralement constituée de 6 à 10 épines. 

## Liste des espèces
Selon World Register of Marine Species (8 mai 2017) et FishBase (8 mai 2017) :
- Atherina boyeri Risso, 1810 - joël, athérine
- Atherina breviceps Valenciennes in Cuvier et Valenciennes, 1835
- Atherina hepsetus Linnaeus, 1758 - sauclet, prêtre
- Atherina lopeziana Rossignol et Blache, 1961
- Atherina presbyter Cuvier, 1829 - prêtre, athérine

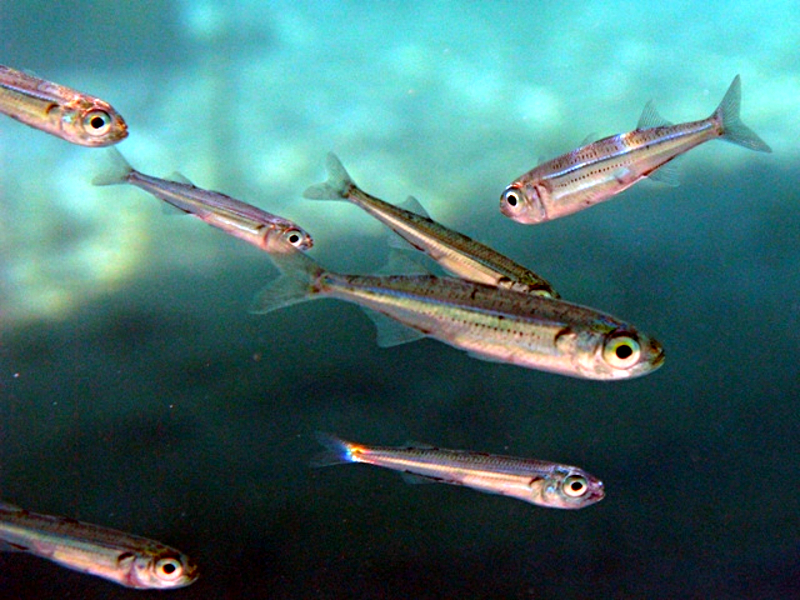
Atherina boyeri
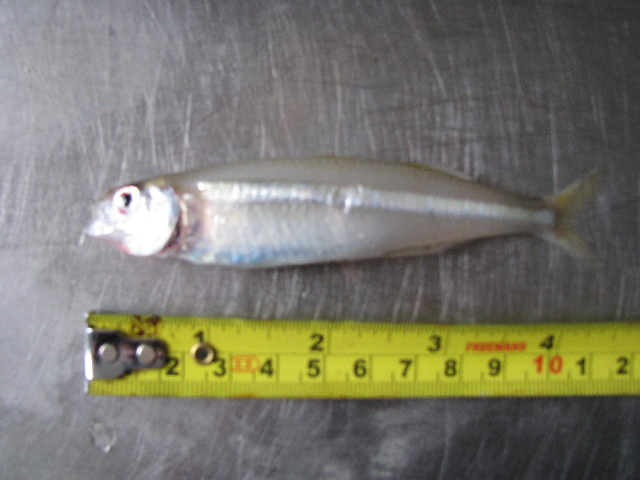
Atherina breviceps
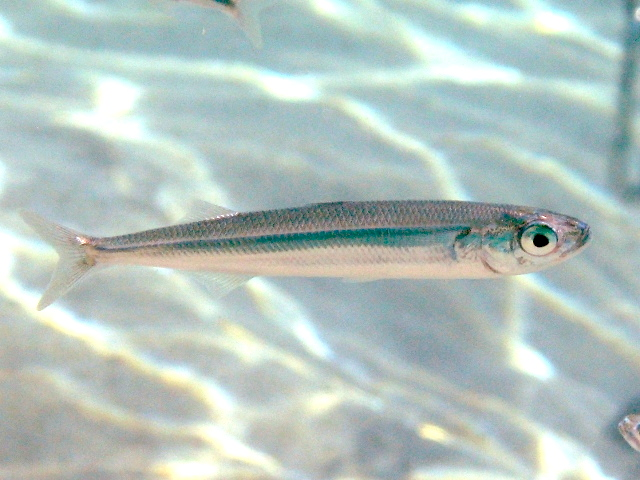
Atherina hepsetus
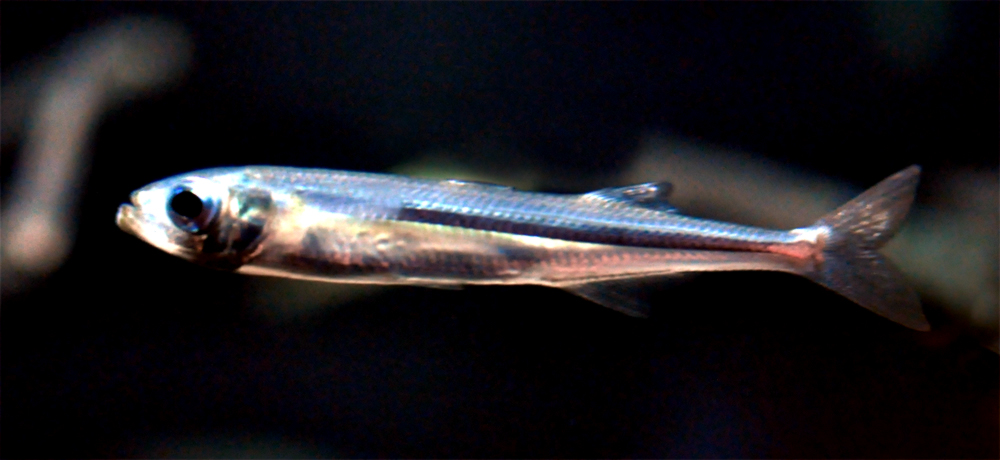
Atherina presbyter